# ダニエレ・デッセーナ
ダニエレ・デッセーナ（Daniele Dessena, 1987年5月10日- ）は、イタリア・パルマ出身の元サッカー選手。現役時代のポジションはMF（セントラルミッドフィールダー）。

## クラブ歴

### パルマ
サルデーニャ人の両親の下、パルマに生まれる。パルマFCのプリマヴェーラを経て、17歳当時の2005年2月24日にUEFAカップ・VfBシュトゥットガルト戦でトップチームデビュー。50分にマルコ・マルキオンニとの交代でピッチに立ち、2-0の勝利で飾った。
2005年12月18日のACシエーナ戦で64分にマーク・ブレシアーノに代わり投入されると、後半アディショナルタイムタイムに自身初ゴールを記録し2-2のドローに持ち込んだ。

### サンプドリア
2007-08シーズンにクラブはリーグ19位に終わりセリエBへ降格。2008-09シーズンからはUCサンプドリアが400万ユーロを支払い共同保有の形で加入した。
8月30日のインテルナツィオナーレ・ミラノ戦で、86分にジェンナーロ・デルヴェッキオに代わり移籍後初出場。10月23日のUEFAカップ・FKパルティザンで56分に勝ち越しゴールを決め、2-1での勝利に貢献した。2009年5月9日のレッジーナ・カルチョ戦では2得点を記録し、チームは5-0で圧勝した。

### カリアリ
2009-10シーズンはレンタル先のカリアリ・カルチョでプレーし。9月27日の古巣パルマ戦では58分に追加点を挙げ、チームの2-0での勝利の貢献した。翌シーズンはサンプドリアに復帰。セリエBに降格した2011-12シーズンもクラブに留まったが、冬の移籍期間に再びカリアリにローンとなる。さらにシーズン終了後、カリアリへ完全移籍した。2014年10月にクラブとの契約を2017年まで延長。2015年1月11日のACチェゼーナ戦では初めてゲームキャプテンを務めた。2月1日のアタランタBC戦では自身にとって1年以上振りとなるゴールを記録する。
2014-15シーズンをリーグ18位で終え降格となるが、翌シーズンもクラブに残留。現役を引退したダニエレ・コンティからキャプテンの座を引き継いだ。11月28日のブレシア・カルチョ戦で、前半19分にラシヌ・コリーのタックルを受け右足の脛骨及び腓骨を開放骨折し長期離脱となった。
2016年5月14日のUSサレルニターナ1919戦で後半アディショナルタイムにダヴィデ・ディ・ジェンナーロに代わりピッチに立ち、半年振りの戦列復帰を果たす。この試合後には既に1年でのセリエA復帰を確定させていたクラブの祝賀会がピッチで行われ、自身は感謝の言葉を述べた。2016年10月。10月26日のSSラツィオ戦でスタメンに名を連ね、セリエAの舞台に舞い戻った。自身のルーツであるサルデーニャのクラブに7年間在籍し、公式戦206試合出場12得点を記録した。

### ブレシア
2019年1月10日、セリエBのブレシア・カルチョへ移籍。エウジェニオ・コリーニ監督の下シーズン後半戦で11試合に出場。5月1日のアスコリ・カルチョ1898FC戦では、前半36分に来季のセリエA昇格を決定付けるゴールを挙げる。クラブとして8年振りにセリエAへ昇格した2019-20シーズンには24試合に出場するが、クラブはリーグ19位に終わり1年でセリエBへ出戻った。

### ペスカーラ
2021年2月1日、セリエBのデルフィーノ・ペスカーラ1936へ完全移籍することが発表された。

### ヴィルトゥス・エンテッラ
2021年7月20日、ヴィルトゥス・エンテッラに移籍した。

## 代表歴
2006年よりU-21イタリア代表に選出されている。2008年の北京オリンピック代表にも選出。UEFA U-21欧州選手権には2007年、2009年の2大会に出場した。

## 人物
2010年、パートナーとの間に長男が誕生している。
カリアリ・カルチョ時代には2014年2月23日のインテルナツィオナーレ・ミラノ戦でレインボーフラッグをモチーフとした虹色の靴紐を使用し、ホモフォビアに反対する姿勢を示した。

## 個人成績
2020年8月15日現在
| クラブ          | シーズン | リーグ       | リーグ | リーグ | カップ | カップ | 国際大会 | 国際大会 | その他 | その他 | 通算 | 通算 |
| クラブ          | シーズン | ディビジョン | 出場   | 得点   | 出場   | 得点   | 出場     | 得点     | 出場   | 得点   | 出場 | 得点 |
| --------------- | -------- | ------------ | ------ | ------ | ------ | ------ | -------- | -------- | ------ | ------ | ---- | ---- |
| パルマ          | 2004-05  | セリエA      | 2      | 0      | 1      | 0      | 6        | 0        | 2      | 0      | 11   | 0    |
| パルマ          | 2005-06  | セリエA      | 17     | 3      | 3      | 0      | —        | —        | —      | —      | 20   | 3    |
| パルマ          | 2006-07  | セリエA      | 34     | 2      | 3      | 0      | 6        | 2        | —      | —      | 43   | 4    |
| パルマ          | 2007-08  | セリエA      | 28     | 0      | 1      | 0      | —        | —        | —      | —      | 29   | 0    |
| パルマ          | 通算     | 通算         | 81     | 5      | 8      | 0      | 12       | 2        | 2      | 0      | 103  | 7    |
| サンプドリア    | 2008-09  | セリエA      | 25     | 2      | 2      | 0      | 6        | 1        | —      | —      | 33   | 3    |
| カリアリ (loan) | 2009-10  | セリエA      | 29     | 3      | 0      | 0      | —        | —        | —      | —      | 29   | 3    |
| サンプドリア    | 2010-11  | セリエA      | 22     | 0      | 1      | 0      | 7        | 0        | —      | —      | 30   | 0    |
| サンプドリア    | 2011-12  | セリエB      | 8      | 0      | 1      | 0      | —        | —        | —      | —      | 9    | 0    |
| サンプドリア    | 通算     | 通算         | 55     | 2      | 4      | 0      | 13       | 1        | 0      | 0      | 72   | 3    |
| カリアリ        | 2011-12  | セリエA      | 12     | 1      | 0      | 0      | —        | —        | —      | —      | 12   | 1    |
| カリアリ        | 2012-13  | セリエA      | 31     | 3      | 3      | 0      | —        | —        | —      | —      | 34   | 3    |
| カリアリ        | 2013-14  | セリエA      | 33     | 0      | 1      | 0      | —        | —        | —      | —      | 34   | 0    |
| カリアリ        | 2014-15  | セリエA      | 28     | 1      | 2      | 0      | —        | —        | —      | —      | 30   | 1    |
| カリアリ        | 2015-16  | セリエB      | 16     | 0      | 2      | 1      | —        | —        | —      | —      | 18   | 1    |
| カリアリ        | 2016-17  | セリエA      | 18     | 2      | 1      | 0      | —        | —        | —      | —      | 19   | 2    |
| カリアリ        | 2017-18  | セリエA      | 17     | 0      | 1      | 1      | —        | —        | —      | —      | 18   | 1    |
| カリアリ        | 2018-19  | セリエA      | 11     | 0      | 1      | 0      | —        | —        | —      | —      | 12   | 0    |
| カリアリ        | 通算     | 通算         | 195    | 10     | 11     | 2      | 0        | 0        | 0      | 0      | 206  | 12   |
| ブレシア        | 2018-19  | セリエB      | 11     | 1      | 0      | 0      | —        | —        | —      | —      | 11   | 1    |
| ブレシア        | 2019-20  | セリエA      | 24     | 2      | 0      | 0      | —        | —        | —      | —      | 24   | 2    |
| ブレシア        | 通算     | 通算         | 35     | 3      | 0      | 0      | 0        | 0        | 0      | 0      | 35   | 3    |
| 総通算          | 総通算   | 総通算       | 366    | 20     | 23     | 2      | 25       | 3        | 2      | 0      | 413  | 25   |

## タイトル
カリアリ
- セリエB : 2015-16

ブレシア
- セリエB : 2018-19